# بکی همن
ربکا لین «بکی» همن (به انگلیسی: Rebecca Lynn "Becky" Hammon) (به روسی: Ребекка Линн Хаммон) ‏(۱۱ مارس ۱۹۷۷، رپید سیتی، داکوتای جنوبی -) بسکتبالیست روسی/آمریکایی است که برای تیم سن آنتونیو سیلور استارز در دبلیوان‌بی‌ای بازی کرد.
او اکنون کمک مربی و دستیار گرگگ پاپاویچ در تیم سن انتویو اسپرز است. او دومین کمک مربی زن در ان بی ای و اولین کمک مربی زن تمام وقت در آنجا است.